# 24 uur van Le Mans 1928

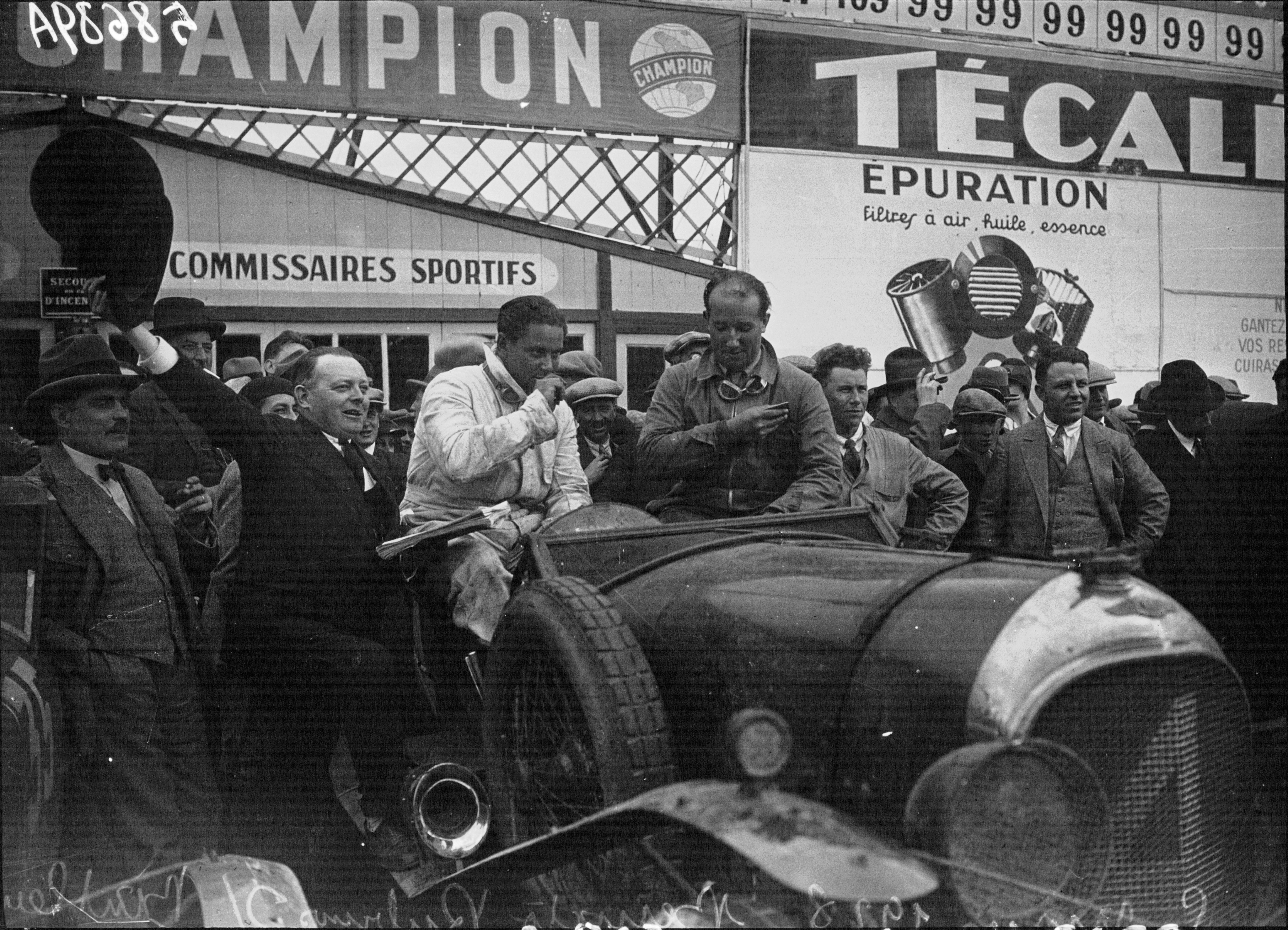
De winnende auto: de Bentley 4½ Litre #4.

De 24 uur van Le Mans 1928 was de 6e editie van deze endurancerace. De race werd verreden op 16 en 17 juni 1928 op het Circuit de la Sarthe nabij Le Mans, Frankrijk.
De race werd gewonnen door de Bentley Motors Ltd #4 van Woolf Barnato en Bernard Rubin, die allebei hun eerste Le Mans-overwinning behaalden. De 1.5-klasse werd gewonnen door de Alvis Car and Engineering Company #27 van Maurice Harvey en Harold Purdy. De 1.1-klasse werd gewonnen door de Bollack Netter et Cie #32 van Michel Doré en Jean Treunet. De 2.0-klasse werd gewonnen door de Itala SA Fabbrica Automobili #12 van Robert Benoist en Christian Dauvergne.

## Race
Winnaars in hun klasse zijn vetgedrukt. Er waren dit jaar echter geen officiële onderscheidingen in klassen; deze werden later met terugwerkende kracht ingevoerd. De #5 Grand Garage Saint-Didier Paris werd gediskwalificeerd omdat deze geduwd werd bij de start. De #21 Automobiles Luart-Poniatowski-Hougardy Ingenieurs werd gediskwalificeerd vanwege een gebroken dashboard. De #30 Société des Moteurs Salmson en de #20 Société des Applications à Refroidissements par Air werden gediskwalificeerd omdat deze te veel achterstand hadden opgelopen.
| Pos. | Klasse | No. | Team                                                | Coureurs                                           | Chassis                        | Motor                             | Banden | Ronden |
| ---- | ------ | --- | --------------------------------------------------- | -------------------------------------------------- | ------------------------------ | --------------------------------- | ------ | ------ |
| 1    | 5.0    | 4   | Bentley Motors Ltd                                  | Woolf Barnato Bernard Rubin                        | Bentley 4½ Litre               | Bentley 4.4L S4                   | D      | 155    |
| 2    | 5.0    | 1   | Société de Carrosserie Weymann                      | Robert Bloch Édouard Brisson                       | Stutz Model BB Blackhawk       | Stutz 4.9L S8                     | D      | 154    |
| 3    | 5.0    | 8   | Grand Garage Saint-Didier Paris                     | André Rossignol Henri Stoffel                      | Chrysler Six Series 72         | Chrysler 4.1L S6                  | D      | 144    |
| 4    | 5.0    | 7   | Grand Garage Saint-Didier Paris                     | Ionel Ghica-Cantacuzino Gheorghe Ghica-Cantacuzino | Chrysler Six Series 72         | Chrysler 4.1L S6                  | D      | 140    |
| 5    | 5.0    | 3   | Bentley Motors Ltd                                  | Tim Birkin Jean Chassagne                          | Bentley 4½ Litre               | Bentley 4.4L S4                   | D      | 135    |
| 6    | 1.5    | 27  | Alvis Car and Engineering Company                   | Maurice Harvey Harold Purdy                        | Alvis FA12/50                  | Alvis 1482cc S4                   | D      | 132    |
| 7    | 1.1    | 32  | Bollack Netter et Cie                               | Michel Doré Jean Treunet                           | BNC Type H Monza               | Ruby 1099cc S4                    | D      | 132    |
| 8    | 2.0    | 12  | Itala SA Fabbrica Automobili                        | Robert Benoist Christian Dauvergne                 | Itala Tipo 65 S                | Itala 1991cc S6                   | D      | 131    |
| 9    | 1.5    | 28  | Alvis Car and Engineering Company                   | Sammy Davis Bill Urquhart-Dykes                    | Alvis FA12/50                  | Alvis 1482cc S4                   | D      | 130    |
| 10   | 1.1    | 35  | Société des Moteurs Salmson                         | Georges Casse André Rousseau                       | Salmson Grand Sport            | Salmson 1095cc S4                 | D      | 128    |
| 11   | 2.0    | 16  | Lagonda Motor Co.                                   | André d'Erlanger Douglas Hawkes                    | Lagonda 2 Litre Speed Model    | Lagonda 1954cc S4                 | D      | 126    |
| 12   | 1.5    | 29  | SA des Automobiles Tracta                           | Louis Balart Maurice Benoist                       | Tracta Type A                  | SCAP 1481cc S4                    | D      | 119    |
| 13   | 1.1    | 37  | Automobiles Lombard SA                              | Lucien Desvaux Pierre Goutte                       | Lombard AL3 Grand Air Sport    | Lombard 1093cc S4                 | E      | 117    |
| 14   | 1.1    | 36  | Établissements Henri Précloux                       | Guy Bouriat Pierre Bussienne                       | EHP Type DU                    | CIME 1094cc S6                    | D      | 116    |
| 15   | 2.0    | 19  | Société des Applications à Refroidissements par Air | Gaston Duval Gaston Mottet                         | SARA SP7                       | SARA 1806cc S6                    | E      | 115    |
| 16   | 1.1    | 31  | SA des Automobiles Tracta                           | Roger Bourcier Hector Vasena                       | Tracta Gephi                   | SCAP 1099cc S4                    | BF     | 110    |
| 17   | 1.1    | 42  | SA des Automobiles Tracta                           | Jean-Albert Grégoire Fernand Vallon                | Tracta Type A                  | SCAP 1085cc S4                    | D      | 108    |
| DNF  | 1.5    | 24  | Société des Construction Automobile Parisienne      | Henri Guilbert André Lefèbvre                      | SCAP Type O                    | SCAP 1495cc S8                    | D      | 95     |
| DNF  | 1.1    | 39  | Société des Construction Automobile Parisienne      | Lucien Lemesle Henry Godard                        | SCAP Type M                    | SCAP 1087cc S4                    | D      | 91     |
| DNF  | 1.5    | 26  | Aston Martin Ltd                                    | Jack Besant Cyril Paul                             | Aston Martin International     | Aston Martin 1495cc S4            | D      | 82     |
| DNF  | 5.0    | 2   | Bentley Motors Ltd                                  | Frank Clement Dudley Benjafield                    | Bentley 4½ Litre               | Bentley 4.4L S4                   | D      | 71     |
| DSQ  | 5.0    | 5   | Grand Garage Saint-Didier Paris                     | Louis Chiron Cyril de Vere                         | Chrysler Six Series 72         | Chrysler 4.1L S6                  | D      | 66     |
| DNF  | 1.1    | 41  | Société des Automobile Ariès                        | Fernand Gabriel Louis Paris                        | Ariès CC4                      | Ariès 1083cc S4                   | D      | 51     |
| DNF  | 2.0    | 14  | Itala SA Fabbrica Automobili                        | Louis Charavel Christian                           | Itala Tipo 65 S                | Itala 1991cc S6                   | D      | 50     |
| DSQ  | 1.5    | 21  | Automobiles Luart-Poniatowski-Hougardy Ingenieurs   | Henri De Costier Sosthene de la Rochefoucauld      | Alphi LM                       | CIME 1496cc S6                    | D      | 45     |
| DNF  | 1.5    | 25  | Aston Martin Ltd                                    | George Eyston Augustus Bertelli                    | Aston Martin International     | Aston Martin 1495cc S4            | D      | 32     |
| DSQ  | 1.5    | 30  | Société des Moteurs Salmson                         | Jean Hasley Albert Perrot                          | Salmson Grand Sport            | Salmson 1095cc Supercharged S4    | D      | 30     |
| DSQ  | 2.0    | 20  | Société des Applications à Refroidissements par Air | Émile Maret Gonzaque Lécureul                      | SARA SP7                       | SARA 1806cc S6                    | E      | 25     |
| DNF  | 2.0    | 18  | Lagonda Motor Co.                                   | Clive Gallop E.J. Hayes                            | Lagonda 2 Litre Speed Model    | Lagonda 1954cc S4                 | D      | 23     |
| DNF  | 1.1    | 40  | Société des Automobile Ariès                        | Arthur Duray Roger Delano                          | Ariès CC4                      | Ariès 1083cc S4                   | D      | 22     |
| DNF  | 2.0    | 15  | Lagonda Motor Co.                                   | Francis Samuelson Frank King                       | Lagonda 2 Litre Speed Model    | Lagonda 1954cc S4                 | D      | 13     |
| DNF  | 5.0    | 6   | Grand Garage Saint-Didier Paris                     | Jacques Ledure Goffredo Zehender                   | Chrysler Six Series 72         | Chrysler 4.1L S6                  | D      | 5      |
| DNF  | 3.0    | 9   | Société des Automobile Ariès                        | Robert Laly Louis Rigal                            | Ariès Type S GP2 Surbaisée     | Ariès 3.0L S4                     | D      | 3      |
| DNS  | 3.0    | 11  | Boris Ivanowski                                     | Boris Ivanowski Attilio Marinoni                   | Alfa Romeo 6C-1500 Super Sport | Alfa Romeo 1487cc Supercharged S6 | ?      | 0      |
| DNS  | 2.0    | 17  | Lagonda Motor Co.                                   | Bert Hammond W. Handley                            | Lagonda 2 Litre Speed Model    | Lagonda 1954cc S4                 | ?      | 0      |
| DNA  | 3.0    | 10  | Société des Automobile Ariès                        |                                                    | Ariès Type S GP3               | Ariès 3.0L S4                     | ?      | 0      |
| DNA  | 2.0    | 22  | DMK Marendaz Ltd                                    | Donald Marendaz P. Densham                         | Marendaz Special 11/55         | Anzani 1496cc S4                  | ?      | 0      |
| DNA  | 1.1    | 23  | Société des Construction Automobile Parisienne      |                                                    | SCAP Type O                    | SCAP 1495cc S8                    | ?      | 0      |
| DNA  | 1.1    | 33  | Cyclecars D'Yrsan                                   | Simas Ego                                          | D’Yrsan Grand Sport            | Ruby 1097cc S4                    | ?      | 0      |
| DNA  | 1.1    | 34  | Cyclecars D'Yrsan                                   | Raymond Siran de Caranac de Soussay                | D'Yrsan Grand Sport            | Ruby 1097cc S4                    | ?      | 0      |
| DNA  | 1.1    | 38  | Automobiles Lombard SA                              |                                                    | Lombard AL3 Grand Air Sport    | Lombard 1093cc S4                 | ?      | 0      |
| DNA  | 750    | 43  | E. Gordon-England                                   |                                                    | Austin 7                       | Austin 748cc S4                   | ?      | 0      |

1923 · 1924 · 1925 · 1926 · 1927 · 1928 · 1929 · 1930 · 1931 · 1932 · 1933 · 1934 · 1935 · 1936 · 1937 · 1938 · 1939 · 1940 - 1948 · 1949 · 1950 · 1951 · 1952 · 1953 · 1954 · 1955 (Ramp) · 1956 · 1957 · 1958 · 1959 · 1960 · 1961 · 1962 · 1963 · 1964 · 1965 · 1966 · 1967 · 1968 · 1969 · 1970 · 1971 · 1972 · 1973 · 1974 · 1975 · 1976 · 1977 · 1978 · 1979 · 1980 · 1981 · 1982 · 1983 · 1984 · 1985 · 1986 · 1987 · 1988 · 1989 · 1990 · 1991 · 1992 · 1993 · 1994 · 1995 · 1996 · 1997 · 1998 · 1999 · 2000 · 2001 · 2002 · 2003 · 2004 · 2005 · 2006 · 2007 · 2008 · 2009 · 2010 · 2011 · 2012 · 2013 · 2014 · 2015 · 2016 · 2017 · 2018 · 2019 · 2020 · 2021 · 2022 · 2023 · 2024